# Bombe Disney
Pour les articles homonymes, voir Disney.
La bombe Disney, aussi connue sous le nom de « The Disney Swish », et officiellement la « 4500 lb Concrete Piercing/Rocket Assisted bomb » était une bombe bunker buster assistée par roquette développée pendant la Seconde Guerre mondiale par Vickers-Armstrongs pour la Royal Navy britannique dans le but de pénétrer des cibles en béton durci, telles que des abris pour sous-marins, qui pourraient résister aux conventionnelles bombes non guidées.
Conçu par le capitaine de la Royal Navy Edward Terrell, la bombe a été posée avec des roquettes à propulsion à propergol solide pour accélérer sa descente, lui donnant une vitesse d'impact de 990 mph (1,590 km/h)—bien au-delà des 750 mph (1,210 km/h), vitesse d'impact en chute libre de la bombe sismique Tallboy mesurant 5 tonnes.
Le Disney pouvait pénétrer 16 pieds (soit 4,9 m) de béton solide avant d'exploser. Le nom est attribué à un film de propagande, Victoire dans les airs (1943), produit par les studios Disney, qui aurait inspiré la conception de la Bombe Disney.